# 益海嘉里
益海嘉里金龙鱼粮油食品股份有限公司（深交所：300999，简称：金龙鱼），前称益海嘉里投资有限公司（益海嘉里集团），是新加坡丰益国际有限公司在华投资的以粮油加工、仓储物流、内外贸易为主，集煤炭经营、清洁能源开发、醫療、房地产于一体的集团公司，也是中国国内最大的粮油加工集团之一。公司总部设在上海市浦东新区，属于新加坡独资企业。

## 历史
1988年，嘉里粮油在深圳蛇口设厂，并生产中国第一个小包装食用油品牌金龙鱼。2006年底，丰益国际以27亿美元收购了新加坡郭氏集团旗下的嘉里粮油，并将嘉里粮油与其在中国的子公司益海集团合并，成为益海嘉里投资有限公司。
截止2008年9月，益海嘉里在中国的食用油粗炼和精炼厂共24家，特殊油脂生产厂5家，灌装油生产厂20家，大米厂2家，面粉厂5家。
豐益在內地共有 1500位銷售人員、 4000個分銷點及 380個貨倉，並於全國 35個地點設有 130個生產設施；主要進口原料是黃豆及棕櫚油。豐益正逐步拓展包裝麪粉、米及礦泉水業務；
08年收入1,154億港元，盈利46億港元，分別增64%及68%，盈利率4%；
09年上半年收入及盈利463億及29.6億元，盈利率6.4%。
2009年7月22日，益海嘉里收購了西藏冰川礦泉水有限公司25%的股權。其後，益海嘉里退出西藏冰川礦泉水有限公司。
2020年10月15日在深圳证券交易所上市。

## 旗下品牌

### 食用油及米面制品

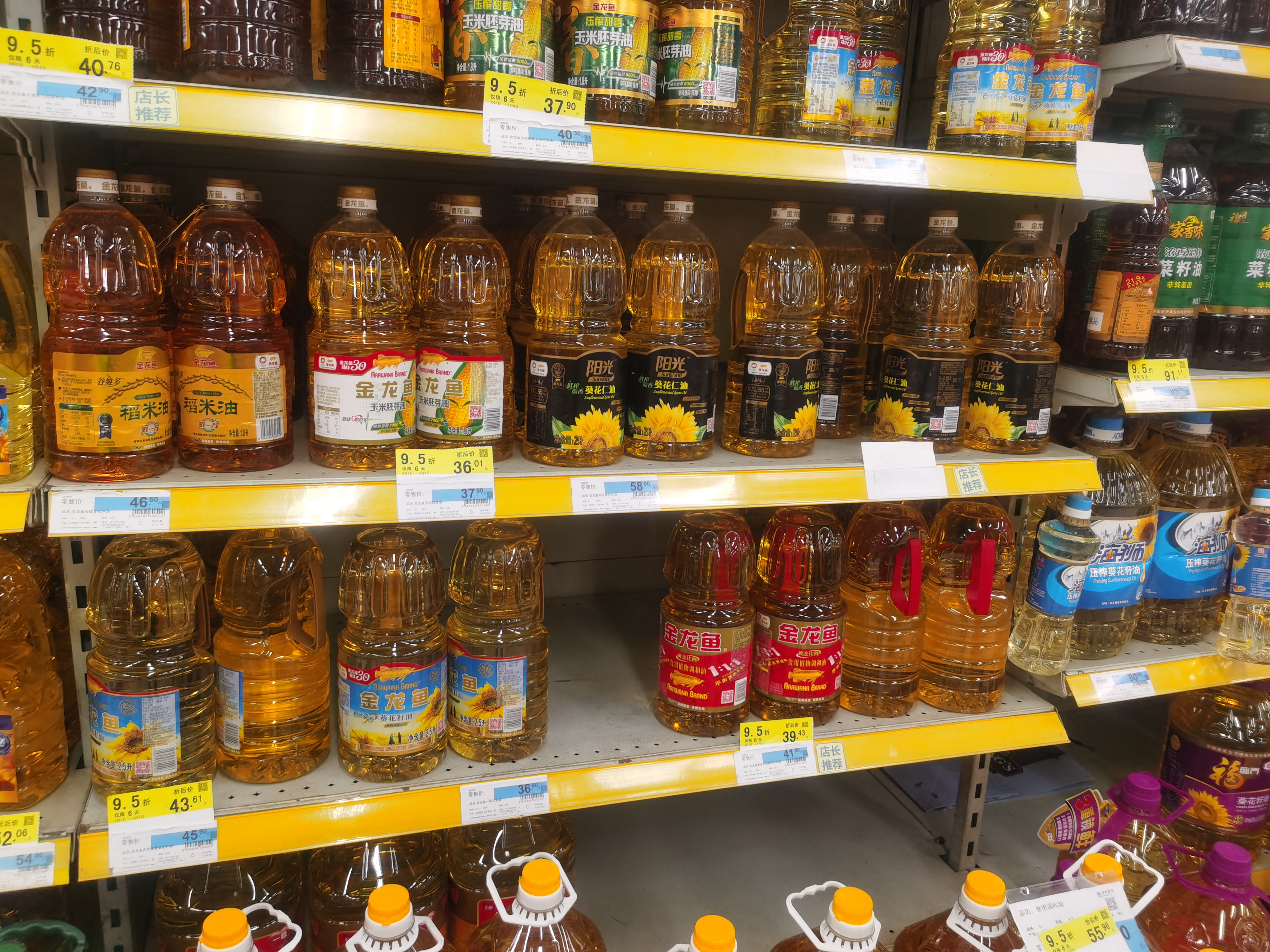
金龙鱼食用油

- 金龙鱼
- 胡姬花
- 口福
- 香满园
- 元宝
- 鲤鱼
- 香纳兰

### 特种油脂
- 海皇
- 金鹂

### 日化产品
- 洁劲100系列
  - 洗洁精
  - 洗衣皂
  - 洗衣粉
  - 洗衣液
- 亲洁
- 露兰迪
- 绿涤

### 谷物食品
- 家乐氏

## 争议事件

### 矿物油油罐车混装食用油的乱象
2024年7月，中国大陆报纸《新京报》曝光了中国部分地区存在以运输矿物油的油罐车装运食用油的乱象，其后有网民发现，涉事车辆曾在湖北武汉的益海嘉里工厂及陕西咸阳的金龙鱼的工厂卸货。尽管金龙鱼声明油品运输合法合规，但仍引发消费者质疑，亦导致证券市场的不信任。金龙鱼股价于2024年7月10日开盘一度大跌8%，创下历史新低。

## 相關頁面
- 豐益國際